# 李展潤
李展潤，OMB，OMP（1960年—），生於澳門，澳門退休官員。曾擔任澳門特別行政區政府衛生局局長，衛生局副局長、仁伯爵綜合醫院院長、仁伯爵綜合醫院內科主治醫生及內科主任醫生。

## 簡歷
李展潤，1984年獲廣州暨南大學醫學院醫學士學位，1993年取得廣州中山大學公共行政學碩士學位，於1985年加入衛生司 （衛生局的前身）任全科醫生，之後任內科主治醫生及內科主任醫生；由2001年起獲委任為衛生局副局長兼仁伯爵綜合醫院院長，2008年起被委任為衛生局局長直至2021年3月宣布因身體健康問題退休，局長一職由羅奕龍接任。2012年獲澳門特區政府頒授專業功績勳章，2020年獲澳門特區政府頒授仁愛功績勳章。